# Choo-Choo Charles
Choo-Choo Charles est un jeu d'horreur sorti en 2022 et développé et publié par Two Star Games. Le joueur contrôle un Archiviste chasseur de monstres dont le but est d'améliorer les défenses de son train afin de combattre et de vaincre le personnage principal, Charles, un monstre hybride maléfique araignée-train qui erre dans le paysage à la recherche de gens à manger.
La première bande-annonce, sortie en 2021, est devenue virale sur Internet, provoquant de nombreuses réactions sur des sites tels que Twitter et Reddit.

## Système de jeu
Le joueur voyage à travers une carte en monde ouvert dans un train, dont il peut améliorer plusieurs aspects tels que la vitesse, le blindage et le dégât des armes grâce à des débris[Quoi ?], récupérables un peu partout sur la carte, dans des coffres et donnés par des personnages non-joueur en récompenses de missions données. Au départ, seule une mitrailleuse est disponible, mais d'autres armes telles qu'un lance-flamme, un lance roquettes et un canon antiaérien peuvent être débloquées via des missions secondaires, afin de mieux combattre Charles, qui chasse périodiquement le joueur. Le but du jeu est de collecter trois œufs lumineux qui invoqueront Charles pour combattre le joueur en tant que boss final.
La carte est une île bordée de voies ferrées interconnectées avec des aiguillages, qui transportent le train du joueur vers une série d'endroits où des quêtes peuvent être accomplies pour les PNJ. Il y a quatre PNJ principaux qui progressent dans la quête principale. Outre Charles, le joueur affronte également des fanatiques armés, qui gardent dans trois mines les trois œufs lumineux nécessaires pour terminer le jeu. Le jeu encourage les joueurs à utiliser la furtivité pour se faufiler devant ces gardes afin de voler les œufs et de s'échapper sans préavis, bien qu'il soit également possible de les attirer pour ensuite les tuer avec les armes du train ou les écraser. Le joueur pourra également trouver des pots de peinture, afin de changer la couleur de son train.

## Synopsis
L'Archiviste est convoqué sur l'île d'Aranearum par son ami Eugene pour l'aider à faire face à Charles, un monstre locomotive/araignée mangeur d'hommes qui terrorise l'île. Eugène présente à l'Archiviste un train doté d'une mitrailleuse pour se déplacer sur l'île, mais dès la sortie du hangar, Charles les attaque et fauche Eugène, dans son dernier souffle dit à l'Archiviste de trouver les trois œufs, qu'il pourra utiliser pour invoquer et combattre Charles définitivement.
Le fils d'Eugène, Paul, et les habitants de l'île ont formulé un plan pour vaincre Charles, mais ils ont besoin de l'Archiviste pour l'exécuter. Ce dernier croise des fanatiques dirigés par le propriétaire de la société minière Warren Charles III, qui envisagent apparemment d'utiliser Charles pour dominer le monde. Ils apprennent que Warren est responsable du réveil de Charles, ayant découvert les œufs de Charles après avoir creusé trop profondément lors d'une opération minière.
Après avoir récupéré les trois œufs, l'Archiviste invoque Charles, qui se transforme et dévore Warren avant de poursuivre et d'attaquer l'Archiviste. Après une intense bataille, l'Archiviste réussit à attirer Charles sur un pont truffé d'explosifs, envoyant Charles s'empaler tête la première sur l'une des poutres de support en bois du pont, le tuant instantanément.
Cependant, dans une scène post-générique, il est révélé qu'il reste des centaines d'œufs de l'espèce de Charles cachés dans une caverne, l'un d'eux étant sur le point d'éclore.

## Développement et sortie
Choo-Choo Charles a été développé par Gavin Eisenbeisz à l'aide du script visuel Blueprint d'Unreal Engine. Il a partagé le processus de développement sur sa chaîne YouTube.
Eisenbeisz a déclaré que même si la corruption de la joie et de l'innocence de l'enfance est un thème populaire dans l'horreur, il voulait que Choo-Choo Charles soit unique dans le sens où il est basé sur l'émission de télévision populaire pour enfants Thomas et ses amis, avec Thomas le petit train, qui était le programme préféré de son enfance.
Choo-Choo Charles s'est largement inspiré de l'animation d'horreur 3D Thomas Feeds de Tom Coben  qui représente Thomas comme un monstrueux hybride araignée-train. L'animation a été publiée en novembre 2020 sur la chaîne YouTube de Coben. L'inspiration a probablement également été tirée de Charlie the Choo-Choo, un livre pour enfants de 2016 écrit par Stephen King (sous le pseudonyme de « Beryl Evans ») dans le cadre de la série The Dark Tower.
Le jeu est sorti pour Windows le 9 décembre 2022 sous sa société Two Star Games, bien qu'Eisenbeisz ait déclaré qu'il envisageait également de porter le jeu sur consoles,. Le 21 décembre 2023, le jeu est sorti sur Xbox One, Xbox Series X et Series S, PlayStation 4 et PlayStation 5.
Le 26 octobre 2023, Eisenbeisz a mis à jour le jeu avec un « Mode Cauchemar ».

## Réception critique
Choo-Choo Charles a reçu une note de 53/100 sur le site global d'avis Metacritic, indiquant « des avis mitigés ou moyens ».
Steve Hogarty de Rock Paper Shotgun a décrit le jeu comme "très court et frustrant à jouer pendant un certain temps", et que le jeu avait un bon concept, mais que celui-ci était trop étiré. Zack Zwiezen de Kotaku a loué l'originalité et les idées, mais a critiqué le jeu pour ses "mauvaises sections furtives", le manque de frayeurs et la courte durée du jeu. Travis Northup de IGN a donné au jeu une note de 4/10, le décrivant comme « déjanté », « simple » et « plus ennuyeux qu'il ne le pensait possible ». Il a également décrit les sections furtives à pied comme « pas agressivement amusantes ».
Certains critiques ont comparé le jeu à la série Halloween, Eliana Dockterman de Time Magazine le qualifiant de croisement entre la franchise et Thomas le petit train. CNN a fait une comparaison similaire, notant que le jeu "oppose les joueurs à un monstre maléfique ressemblant à Thomas le Train".